# Озаско (Торино)
Озаско је насеље у Италији у округу Торино, региону Пијемонт.
Према процени из 2011. у насељу је живело 645 становника. Насеље се налази на надморској висини од 346 м.

## Партнерски градови
- Озаско